# Stanley Waters
Stanley Charles „Stan“ Waters (* 14. Juni 1920 in Winnipeg, Manitoba; † 25. September 1991) war der einzige gewählte Senator Kanadas, hoher kanadischer Offizier und Geschäftsmann.

## Biografie
Waters wurde 1941 in die kanadische Armee eingezogen. Er gehörte später der First Special Service Force an, in der er ein Bataillon kommandierte. Nach dem Zweiten Weltkrieg entschied er in den Streitkräften zu bleiben, wo er stetig die Karriereleiter aufstieg. Bis 1975 war er Lieutenant-General und Kommandant der Canadian Forces Mobile Command. 1975 trat er schließlich ins Zivilleben ein, wo er Präsident der Loram Group, einer Tochterfirma der kanadischen Baugruppe Mannix wurde. Daneben war er Mitbegründer der Bowfort Group, die sich in ganz Westkanada in der Landwirtschaft, Immobilienhandel und Investment engagieren. Er war bis 1989 als Geschäftsmann aktiv.
1987 war er Gründungsmitglied von Preston Mannings Reformpartei. Früh war er einer der populärsten Persönlichkeiten der Partei und sehr aktiv in der Öffentlichkeit. Seine Chance auf einen Parlamentsplatz kam 1989.
Die Debatte um eine mögliche Verfassungsänderung durch den Meech Lake Accord veranlasste Albertas Premierminister Don Getty eine Wahl für den Senatorenposten abzuhalten. Diese Wahl ist entsprechend der kanadischen Verfassung nur eine symbolische Handlung, da sie keine formal bindende Wirkung hat. Offiziell ernennt der Generalgouverneur Kanadas neue Senatoren auf Vorschlag des Premierministers. Der Premier ist dabei an keine Vorgaben gebunden. Stan Waters trat als Kandidat der Reformpartei an und gewann mit 41,7 Prozent der 620.000 abgegebenen Stimmen. Premier Brian Mulroney sah sich durch die Ereignisse so unter Druck gesetzt, dass er zustimmte, den von ihm ungeliebten Waters in den Senat zu ernennen.
Am 11. Juni 1990 sprach Waters seinen Amtseid. Er war damit nicht nur der einzige bisher gewählte Senator, sondern auch der einzige, den die Reform Party je stellte. Während seiner kurzen Amtszeit sprach sich Waters dafür aus, den englisch-französischen Bilingualismus kanadischer Behörden zu beenden, forderte eine Gesundheitsreform, setzte sich gegen staatliche Kunstförderung ein und forderte vehemente eine Senatsreform.
Im September 1991 starb Waters. Nachdem die Liberal Party 1993 die Macht zurückgewonnen hatte, stellte der neue Premier Jean Chrétien alle Bemühungen einer Senatsreform ein. Weder er noch sein Nachfolger Paul Martin haben „gewählte“ Senatoren ernannt, da sie dafür keinerlei gesetzliche Grundlage sahen.